# Con la musica nel cuore
Con la musica nel cuore è una raccolta del cantante italiano Al Bano pubblicata nel 2008. È disponibile solo come allegato all'omonimo libro autobiografico scritto dall'artista insieme a Roberto Allegri.
Il CD è aperto da una ouverture sinfonica di Nel sole.
Contiene tra le varie canzoni una nuova versione della canzone La zappa picca pane pappa cantata in dialetto pugliese. 

## Tracce
1. Nel sole (ouverture) (Albano Carrisi, Pino Massara)
2. In controluce (Albano Carrisi, Paolo Limiti)
3. I fiori del tempo (Albano Carrisi, Pino Massara, Pino Aprile)
4. La siepe (Pino Massara, Vito Pallavicini)
5. Il bambino non è più re (Albano Carrisi)
6. Il covo delle aquile (Albano Carrisi, Andrea Lo Vecchio)
7. La zappa picca pane pappa (Albano Carrisi, Romina Power)
8. Nel sole (Albano Carrisi, Pino Massara, Vito Pallavicini)
9. I cigni di Balaka (Albano Carrisi, Willy Molco, Albano Carrisi)
10. Il mondo degli angeli (Maurizio Fabrizio, Romina Power, Oscar Avogadro)
11. Figlio delle Ande (Albano Carrisi, Fabrizio Berlincioni, Albano Carrisi, Andrea Sacchi)
12. 13, storia d'oggi  (Albano Carrisi, Vito Pallavicini)
13. Nostalgia canaglia (Albano Carrisi, Mercurio, Romina Power, Vito Pallavicini, Willy Molco)
14. È la mia vita (Maurizio Fabrizio, Pino Marino)
15. Libertà (Live) (Springbock, L.B.Horn, Willy Molco, Romina Power, Vito Pallavicini)
16. Felicità (Cristiano Minellono, Dario Farina, Gino De Stefani)